# Eleições parlamentares na Bulgária em 2014
As eleições parlamentares búlgaras de 2014 foram realizadas a 5 de outubro.
Estas eleições foram antecipadas, devido à queda do governo entre o Partido Socialista Búlgaro e o Movimento pelos Direitos e Liberdades.
As eleições deram a vitória ao partidos dos Cidadãos pelo Desenvolvimento Europeu da Bulgária, mas, o grande destaque foi o facto de 8 partidos terem entrado no parlamento, número recorde desde da queda do comunismo, em 1989.
Após as eleições, Boyko Borisov regressou ao cargo de primeiro-ministro, formando um governo de coligação com o Bloco Reformista e a Alternativa pelo Renascimento Búlgaro.

## Tabela de resultados
| Partido                 | Partido                               | Nº Votos  | %     | +/-   | Nº Deputados | +/-   |
| ----------------------- | ------------------------------------- | --------- | ----- | ----- | ------------ | ----- |
|                         | GERB                                  | 1 072 491 | 32,7  | 2,2   | 84 / 240     | 13    |
|                         | Partido Socialista Búlgaro e aliados  | 505 527   | 15,4  | 11,2  | 39 / 240     | 45    |
|                         | Movimento pelos Direitos e Liberdades | 487 134   | 14,8  | 3,5   | 38 / 240     | 2     |
|                         | Bloco Reformista                      | 291 806   | 8,9   | 0,5   | 23 / 240     | 23    |
|                         | Frente Patriótica                     | 239 101   | 7,3   | 1,7   | 19 / 240     | 19    |
|                         | Bulgária sem Censura                  | 186 938   | 5,7   | Novo  | 15 / 240     | Novo  |
|                         | União Nacional Ataque                 | 148 262   | 4,5   | 2,8   | 11 / 240     | 12    |
|                         | Alternativa pelo Renascimento Búlgaro | 136 223   | 4,2   | Novo  | 11 / 240     | Novo  |
|                         | Movimento 21                          | 39 221    | 1,2   | Novo  | 0 / 240      | Novo  |
|                         | Voz Popular                           | 37 335    | 1,1   | 0,2   | 0 / 240      | =     |
|                         | Outros                                | 137 942   | 4,2   |       | 0 / 240      |       |
| Votos inválidos         | Votos inválidos                       | 218 125   | 6,2   | 3,7   |              |       |
| Total                   | Total                                 | 3 501 269 | 100   |       | 240          |       |
| Eleitorado/Participação | Eleitorado/Participação               | 6 858 304 | 51,1  | 0,2   |              |       |
| Fonte                   | Fonte                                 | [ 5 ]     | [ 5 ] | [ 5 ] | [ 5 ]        | [ 5 ] |